# معين الدين أنر
معين الدين أنر توفي في 28 أغسطس سنة 1149 وكان حاكم دمشق في منتصف القرن الثاني عشر.
كان معين الدين مملوكاً في جيش طغتكين مؤسس الأسرة البورية. وعندما حاصر عماد الدين زنكي دمشق سنة 1135 كان على رأس المدافعين عنها. بعد تسلم شهاب الدين محمد الحكم في دمشق أرسله مع يوسف بن فوروز للدفاع عن حمص التي كان يحاصرها عماد الدين سنة 1136. وفي عام 1138 عينه شهاب الدين أتابك على دمشق وبعد اغتيال شهاب الدين تولى جمال الدين الذي كان أمير بعلبك وعين معين الدين حاكما على بعلبك.
بعد أن توفي جمال الدين سنة 1140 أصبح معين الدين وصيا على العرش لابنة مجير الدين أبق. حاول معين الدين الإبقاء على علاقة ودودة مع جيرانه سواء كانوا مسلمين أو صليبيين. وفي عام 1147 زوج ابنته عصمة الدين خاتون من نور الدين زنكي واستطاع بنفس السنة  بالتعاون مع نور الدين القضاء على تمرد بصرى الذي حدث بمساندة الصليبين في معركة بصرى . وكان الخليفة المقتفي في بغداد يعترف به حاكما رسميا  لدمشق مع السلطان مسعود السلجوقي، وكان يعترف به ايضا الخليفة الفاطمي في مصر الحافظ لدين الله.
نجح في التصدي للحملة الصليبية الثانية واستنجد بالدولة الزنكية لمساعدته.
توفي بإصابته بمرض الزحار